# Chiesa cattolica siro-malabarese
La Chiesa cattolica siro-malabarese è una Chiesa arcivescovile maggiore cattolica di rito siriaco orientale con comunità in India, in particolare sulle coste del Malabar che dal 1954 fanno parte del Kerala (dov'è nata), e negli Stati Uniti d'America. La sede arcivescovile maggiore è retta da Raphael Thattil.

## Storia

### Dall'antichità al XVI secolo
Fin dal IV secolo la Chiesa del Malabar era legata da consolidati rapporti con la Chiesa d'Oriente. Entro il VII secolo era stato adottato ufficialmente il rito siriaco orientale. Dalla Mesopotamia arrivava periodicamente un vescovo incaricato di governare la comunità cristiana malabarese. La guida della Chiesa era formalmente nelle mani dei vescovi, i quali però, non conoscendo la lingua locale (il malayalam), si limitavano a presiedere le celebrazioni liturgiche (in siriaco), affidando l'amministrazione della diocesi ad un sacerdote locale che aveva il titolo di arcidiacono.
Il portoghese Vasco de Gama approdò sulle coste del Malabar il 14 maggio 1498. Dopo tale evento iniziarono ad arrivare ogni anno flotte di navi portoghesi, che in pochi anni presero il controllo della regione e dei litorali dell'India meridionale ed orientale, assicurandosi il monopolio commerciale e marittimo nell'Oceano Indiano, a scapito degli arabi.
I primi contatti dei portoghesi con la comunità cristiana locale furono molto positivi, tanto più che gli europei furono visti come i liberatori dagli arabi e dalle loro vessazioni. Al tempo dell'arrivo dei portoghesi, la chiesa del Malabar era governata da un metropolita, Mar Abraham, coadiuvato da tre vescovi suffraganei, Mar Yacob, Mar Denha e Mar Yuhanon. Se nella prima metà del XVI secolo i rapporti tra europei e chiesa autoctona furono improntati alla più sincera cordialità, le cose cambiarono decisamente quando la diocesi di Goa (fondata nel 1537) fu elevata al rango di arcidiocesi (1557), per la quale furono erette due suffraganee, la diocesi di Malacca in Indocina e la diocesi di Cochin nel Malabar (1558). Goa era la più grande colonia portoghese in India, sede del viceré; vi si erano insediati i monasteri più importanti e i seminari per la formazione del clero indigeno; in essa aveva sede anche il tribunale dell'inquisizione.
Obiettivo del governo portoghese divenne quello di sottomettere la Chiesa autoctona alla giurisdizione dell'arcivescovo di Goa (o di un suo suffraganeo), mettendo così fine al rapporto secolare che i cristiani del Malabar avevano avuto fino ad allora con la Chiesa d'Oriente. In questo modo Lisbona avrebbe potuto esercitare appieno il suo diritto di patronato sulla Chiesa malabarese.

Inoltre, man mano che si iniziarono a conoscere le lingue siriache e malabariche, furono messi sotto indagine i testi liturgici e teologici utilizzati da secoli dai siro-malabaresi, vedendovi in essi elementi di eresia e di non conformità alla tradizione cattolica latina.

Infine, motivata da una presunta superiorità del rito latino sugli altri riti liturgici, si iniziò ad operare per una decisa latinizzazione della tradizione liturgica locale.
La politica portoghese si scontrò con il desiderio di autonomia ed indipendenza dei cristiani locali. In questo contesto, a fine 1556 il patriarca cattolico caldeo Abdisho IV Maron inviò dall'Assiria il nuovo vescovo, Mar Youssef, con il benestare del papa. La nomina fu accolta favorevolmente dai cristiani autoctoni poiché era in linea con l'antica tradizione. I portoghesi lo arrestarono e lo condussero davanti al tribunale dell'inquisizione di Lisbona. Mar Youssef fu sostituito da un altro vescovo, Mar Abraham, che pose la sua sede ad Angamale. Mentre Youssef andò in esilio a Roma (dove morì nel 1567), Abraham, malgrado le malversazioni cui era sottoposto dal patronato portoghese, dall'inquisizione di Goa e dai missionari latini che operavano nel Malabar, finì i suoi giorni senza mai essere deposto, agli inizi del 1597. Con lui moriva l'ultimo vescovo della Chiesa di san Tommaso giunto dal Vicino Oriente.

### Dal sinodo di Diamper (1599) alla scissione del 1653
La politica ecclesiastica portoghese raggiunse i suoi obiettivi quando l'arcivescovo di Goa, Aleixo de Meneses, convocò a Diamper, il 20 giugno 1599, un sinodo della chiesa di rito siriaco orientale, alla presenza di un nutrito gruppo di sacerdoti e laici. Il giorno successivo l'assemblea sottoscrisse la professione di fede cattolica del concilio di Trento, a cui erano annessi anatematismi contro gli errori nestoriani. Le principali disposizioni prese dal sinodo furono le seguenti:
- fu completato il canone della Bibbia, secondo il modello della Chiesa cattolica;
- fu riconosciuta l'esistenza di una sola legge divina, quella di Cristo, da cui derivavano le leggi di san Tommaso e di san Pietro, care alla tradizione locale;
- nei testi liturgici fu fatto esplicito riferimento al nome del romano pontefice, in sostituzione del patriarca di Babilonia, fino ad allora riconosciuto come "pastore universale";
- i sinodali dovettero accettare l'inquisizione di Goa come supremo tribunale ecclesiastico;
- fu decisa la distruzione di tutti i libri, sacri e non, appartenuti alla Chiesa malabarica, in cui fosse stata trovata anche solo una minima traccia di eresia o di superstizione; la maggior parte del patrimonio culturale e religioso della Chiesa di san Tommaso andò così letteralmente in fumo;
- i sinodali inoltre si impegnavano ad accettare come vescovi solo quelli designati dalla Santa Sede tramite Lisbona; in questo modo si troncava il legame secolare con la Chiesa nestoriana o caldea;
- altri provvedimenti riguardavano alcune precisazioni teologiche, correzioni di testi liturgici (con introduzione di testi e formule della liturgia latina, benché tradotti in siriaco), la predicazione, la formazione dei presbiteri.

Gli atti sinodali furono firmati da 153 presbiteri e 660 laici malabarici, a nome anche delle 75 parrocchie malabariche, nominate una per una.
Il 4 agosto 1600 papa Clemente VIII eresse con la bolla In supremo militantis la diocesi di Angamale dei Latini (che fino ad allora era stata una sede della Chiesa di rito siriaco orientale), elevata al rango di arcidiocesi da papa Paolo V il 22 dicembre 1608. Da essa dipendevano i cattolici siro-malabaresi. Il primo vescovo fu il gesuita Francisco Roz, che preferì stabilire la propria sede a Cranganore. Continuando l'antica tradizione, si fece affiancare da un sacerdote locale con titolo di arcidiacono: Giorgio de Christo.
Nonostante la sottomissione avvenuta nel 1599 (sinodo di Diamper), la progressiva latinizzazione del rito e la mancanza di una diocesi e di un vescovo propri resero sempre più tesa la situazione, finché nel 1653 avvenne una scissione all'interno della comunità dei cristiani di San Tommaso: una parte aderì all'appello dell'arcidiacono Thomas Parampil (Giuramento della Croce di Coonan). Si fece ordinare vescovo da dodici sacerdoti, assunse il nome di Mar Thoma e ruppe la fragile comunione con Roma. L'atto sancì la nascita della Chiesa malankarese, che si unì presto con la Chiesa ortodossa siriaca, una delle chiese ortodosse orientali, e ne adottò la fede miafisita ed il rito antiocheno.

### Contrasti tra Propaganda Fide e Patronato regio
Dopo il Giuramento della Croce di Coonan, coloro che rimasero fedeli al sinodo di Diamper furono, a pieno titolo, chiamati «cattolici siro-malabaresi». Per risolvere la difficile situazione creatasi, papa Alessandro VII inviò allora alcuni missionari carmelitani, con a capo Giuseppe Maria Sebastiani, consacrato segretamente vescovo, con il titolo di vicario apostolico del Malabar (3 dicembre 1659). Ma ben presto la sua nomina a vicario apostolico, dipendente direttamente dalla Santa Sede (e non dal patronato portoghese), fu resa pubblica ed irritò il governo di Lisbona, che vedeva in questa nomina un'intromissione nella propria giurisdizione. Già verso il 1662, la maggioranza dei dissidenti era tornata alla comunione con la Chiesa Cattolica.
Di fatto però erano due le giurisdizioni ecclesiastiche latine per i cattolici siro-malabaresi: l'arcidiocesi di Angamale (o Cranganore), dipendente dal patronato portoghese, ed il vicariato apostolico (dal 1709 rinominato Vicariato apostolico di Verapoly), dipendente dalla Santa Sede. I rapporti fra le due istituzioni furono tesi, e non di rado missionari del vicariato apostolico vennero rinchiusi nelle prigioni dell'inquisizione di Goa. Tale situazione si protrasse fino al XIX secolo.
Nel 1758 nel Malabar coabitavano 50.000 cattolici di rito latino, 100.000 cattolici siro-malabaresi e 50.000 ortodossi malankaresi; gli edifici religiosi erano così suddivisi: 12 chiese latine, 84 siro-malabaresi e 30 ortodosse malankaresi. Nel 1876 erano stimati in 260.000 i cattolici siro-malabaresi, di cui 180.000 sotto la giurisdizione di Verapoly, ed il resto dipendenti ancora da Goa; i preti erano 420, 215 le chiese o cappelle, 125 i seminaristi e sei i conventi.
Un ulteriore motivo di tensioni e contrasti derivò dai tentativi del patriarca cattolico di Babilonia dei Caldei, Yosep VI Audo (1848-1878), di ripristinare l'antica consuetudine di inviare vescovi caldei per la Chiesa siro-malabarese. In due occasioni mandò dei vescovi, Mar Thomas Rochos e Mar Elia Mellus, che ebbero entusiastica accoglienza in India da parte della chiesa locale, ma furono osteggiati in tutti i modi dal patronato portoghese, dai missionari latini ed anche dalla Santa Sede, che con l'enciclica Quae in patriarchatu del 1º settembre 1876 minacciò di scomunica Mellus ed i suoi sostenitori. Mellus ritornò in patria e si sottomise alle decisioni di Roma, ma i suoi discepoli provocarono uno scisma: si staccarono dalla Chiesa siro-malabarese e fondarono la Chiesa mellusiana (oggi in comunione con la Chiesa assira d'Oriente).

### L'emancipazione della chiesa cattolica siro-malabarese

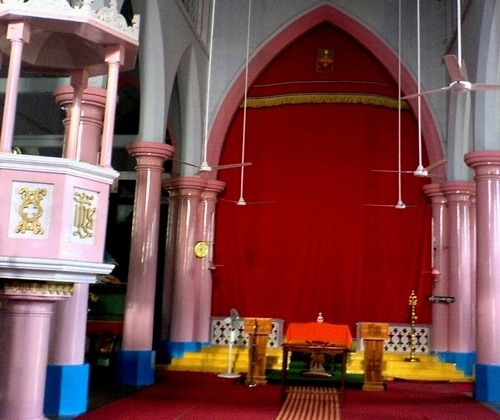
Interno di una chiesa cattolica siro-malabarese nel Kerala

Le controversie tra Santa Sede e governo portoghese si appianarono nella seconda metà del XIX secolo favorendo la conclusione di un nuovo concordato, stipulato il 23 giugno 1886. Così, il 20 maggio 1887, con il breve Quod iam pridem, papa Leone XIII tolse all'arcidiocesi di Verapoly e alla diocesi di Cranganore la giurisdizione sui cattolici siro-malabaresi, per i quali furono eretti due vicariati apostolici: quello di Trichur e quello di Kottayam. Il 28 luglio 1896, con il breve Quae rei sacrae, fu rivista questa suddivisione, con l'erezione di due nuovi vicariati apostolici, Ernakulam e Changanacherry, e la soppressione del precedente vicariato apostolico di Kottayam; alla guida dei tre vicariati vennero posti per la prima volta dei vescovi siro-malabaresi. In questo modo, dopo quasi tre secoli, i cattolici indiani di rito orientale ebbero una loro autonomia giurisdizionale.
Papa Pio XI instaurò il 21 dicembre 1923 una gerarchia propria per la Chiesa siro-malabarese (costituzione apostolica Romani Pontifices) e nel 1934 diede il via ad un processo di de-latinizzazione dei riti che portò all'approvazione della nuova liturgia da parte di papa Pio XII nel 1957.
Nel 1992 papa Giovanni Paolo II elevò la Chiesa al rango di arcidiocesi maggiore con il titolo di «Arcidiocesi maggiore di Ernakulam-Angamaly», nominando quale primo arcivescovo maggiore il cardinale Antony Padiyara (che rimase in carica fino alla scomparsa, nel 2000). Il 24 maggio 2011 la Chiesa cattolica siro-malabarese, riunita in sinodo con tutti i suoi rappresentanti, elesse per la prima volta il proprio responsabile maggiore, l'arcivescovo George Alencherry, confermato dalla Santa Sede il 26 maggio successivo.
Il numero dei fedeli è aumentato costantemente nel tempo. Se nel 1876 i cattolici siro-malabaresi erano intorno alle 200.000 unità, essi raddoppiarono nel volgere di un cinquantennio. Nel 1960 erano un milione e mezzo, mentre nel 2000 erano saliti a 3,6 milioni. Nel 2011 quelli nel Kerala (2.345.911) costituivano il 7,0% della popolazione totale dello stato, il 38,2% dei cristiani. Nel 2017 i fedeli delle circoscrizioni ecclesiastiche siro-malabaresi in varie nazioni del mondo erano 4.251.399.
Il Sinodo dei Vescovi del 2021 raggiunse un compromesso per la celebrazione della messa secondo la riforma del Concilio Vaticano II: la liturgia della parola si sarebbe celebrata coram populo, mentre il resto della Messa si sarebbe celebrato rivolti verso l'altare. Circa 400 sacerdoti si dichiararono disposti a ricevere la scomunica pur di non abbandonare la liturgia della Messa tradizionale. Nel giugno 2023 papa Francesco ha rimosso i vertici della Chiesa locale, accettando anche le dimissioni del cardinale George Alencherry e del vescovo Andrew Thazhath. Il nuovo arcivescovo Raphael Tattile ha fissato con una lettera circolare al 3 luglio 2024 il termine per adeguarsi alla nuova liturgia, a pena di scomunica dei sacerdoti inadempienti.

## Liturgia
La liturgia è celebrata in lingua siriaca. Il Pontificale è stato tradotto direttamente dal latino al siriaco. Noti manoscritti sono: 
Vat. sir. 89 dal 1529, Vat. sir. 66 vdal 1545, Vat. sir. 186, XVIII sec., Vat. sir. 600 dal 1782, Vat. sir. 512 dal 1905.

## Santi e beati
Elenco dei santi e beati della Chiesa cattolica siro-malabarese, pubblicati nell'Year book 2022:
- Santa Alfonsa dell'Immacolata Concezione
- San Kuriakose Elias Chavara
- Sant'Eufrasia del Sacro Cuore di Gesù
- Santa Maria Teresa Chiramel Mankidiyan
- Beato Thevarparampil Kunjachan
- Beata Rani Maria Vattalil

## Struttura
La sede degli uffici e della curia arcivescovile maggiore si trovano nella località chiamata Mount St Thomas, a Kakkanad, sobborgo di Kochi.
La Chiesa cattolica siro-malabarese è costituita dalle seguenti circoscrizioni ecclesiastiche:

### Chiesa arcivescovile maggiore
Dipendono direttamente dall'arcivescovo maggiore e costituiscono la Chiesa arcivescovile maggiore di Ernakulam-Angamaly, cinque province ecclesiastiche siro-malabaresi:
Provincia ecclesiastica di Ernakulam-Angamaly
- Arcieparchia di Ernakulam-Angamaly (sede propria dell'arcivescovo maggiore)
  - Eparchia di Faridabad[16]
  - Eparchia di Hosur[17]
  - Eparchia di Idukki
  - Eparchia di Kothamangalam
  - Eparchia di Shamshabad[18]

Provincia ecclesiastica di Changanacherry
- Arcieparchia di Changanacherry
  - Eparchia di Kanjirapally
  - Eparchia di Palai
  - Eparchia di Thuckalay

Provincia ecclesiastica di Kottayam
- Arcieparchia di Kottayam (senza suffraganee)

Provincia ecclesiastica di Tellicherry
- Arcieparchia di Tellicherry
  - Eparchia di Belthangady
  - Eparchia di Bhadravathi
  - Eparchia di Mananthavady
  - Eparchia di Mandya
  - Eparchia di Thamarasserry

Provincia ecclesiastica di Trichur
- Arcieparchia di Trichur
  - Eparchia di Irinjalakuda
  - Eparchia di Palghat
  - Eparchia di Ramanathapuram

### Suffraganee di arcidiocesi latine
Altre eparchie, istituite fuori dal territorio proprio della Chiesa cattolica siro-malabarese, ossia in territori indiani che non appartengono al luogo di nascita di questa Chiesa, sono suffraganee di arcidiocesi di rito latino. Eccetto l'eparchia di Kalyan, le altre eparchie hanno giurisdizione su tutti i fedeli cattolici residenti nel proprio territorio, indipendentemente dal rito di appartenenza.
- Provincia ecclesiastica di Agra
  - Eparchia di Bijnor
  - Eparchia di Gorakhpur
- Provincia ecclesiastica di Bhopal
  - Eparchia di Sagar
  - Eparchia di Satna
  - Eparchia di Ujjain
- Provincia ecclesiastica di Bombay
  - Eparchia di Kalyan
- Provincia ecclesiastica di Gandhinagar
  - Eparchia di Rajkot
- Provincia ecclesiastica di Hyderabad
  - Eparchia di Adilabad
- Provincia ecclesiastica di Nagpur
  - Eparchia di Chanda
- Provincia ecclesiastica di Raipur
  - Eparchia di Jagdalpur

### Immediatamente soggette alla Santa Sede
Sono invece Immediatamente soggette alla Santa Sede le seguenti circoscrizioni ecclesiastiche:
- Eparchia di San Tommaso Apostolo di Chicago ( Stati Uniti)
- Eparchia di San Tommaso Apostolo di Melbourne ( Australia)
- Eparchia di Gran Bretagna ( Regno Unito)
- Eparchia di Mississauga ( Canada)

## Cronotassi degli arcivescovi maggiori
- Antony Padiyara † (16 dicembre 1992 - 11 novembre 1996 ritirato)
  - Sede vacante (1996-1999)
- Varkey Vithayathil, C.SS.R. † (23 dicembre 1999 - 1º aprile 2011 deceduto)
- George Alencherry (25 maggio 2011 - 7 dicembre 2023 ritirato)
- Raphael Thattil, dal 9 gennaio 2024

## Sinodo arcivescovile
Elenco dei Presidenti del Sinodo della Chiesa siro-malabarese:
- Cardinale Joseph Parecattil (1969 - 1985)
- Cardinale Antony Padiyara (23 aprile 1985 - 16 dicembre 1992)
- Arcivescovo Abraham Kattumana (16 dicembre 1992 - 4 aprile 1995)
- Cardinale Antony Padiyara (1995 - 11 novembre 1996)
- Cardinale Varkey Vithayathil, C.SS.R. (11 novembre 1996 - 1º aprile 2011)
- Cardinale George Alencherry (25 maggio 2011 - 7 dicembre 2023)
- Arcivescovo Raphael Thattil, dal 10 gennaio 2024

## Istituti religiosi siro-malabaresi
Il presente elenco enumera solo alcuni degli Istituti religiosi siro-malabaresi:
- Carmelitani della Beata Vergine Maria Immacolata
- Congregazione Missionaria del Santissimo Sacramento
- Congregazione di Santa Teresa del Bambin Gesù
- Congregazione Vincenziana Malabarese
- Suore degli Abbandonati
- Suore dell'Adorazione del Santissimo Sacramento
- Suore della Carità di Thrissur
- Suore della Madre del Carmelo
- Congregazione delle Francescane Clarisse
- Suore Assisiati di Maria Immacolata
- Suore Missionarie di Maria Immacolata
- Suore Medico Missionarie di San Giuseppe
- Suore della Sacra Famiglia di Thrissur
- Congregazione del Sacro Cuore
- Suore di Santa Marta
- Suore di Carità di San Vincenzo de' Paoli